# Aitana Bonmatí
Aitana Bonmatí Conca (Sant Pere de Ribes, 1998. január 18. –) aranylabdás spanyol válogatott labdarúgó, aki jelenleg az Barcelona középpályása.

## Pályafutása
Katalóniában született és már korai gyermekkorában érzékeltette sport iránti elkötelezettségét. Eleinte a kosárlabda pályákon próbált szerencsét, de hétéves korától a foci mellett tette le voksát. Edzéseire a CD Ribesnél, majd 12 évesen a CF Cubellesnél kerített sort. Áldozatos munkájának köszönhetően családja kitartott elképzelései mellett és 14 évesen beiratták a Barcelona akadémiájára.

### Klubcsapatokban

#### Barcelona
A 13 évesek között kezdte barcelonai karrierjét és 2013-ban megnyerte csapatával Katalónia korosztályos bajnokságát, ráadásul egy évvel később újabb tartományi kupával gazdagodott.
2014-ben bekerült a B csapatba és részt vehetett a másodosztály küzdelmeiben. Első évében a csapat tartalékai között léphetett néhány meccsen pályára, de 14 találatával elévülhetetlen érdemei voltak a 2015–16-os bajnoki cím megszerzésében. Remek szereplése Xavi Llorens figyelmét sem kerülte el és a következő idényére az első csapat keretével készülhetett.

### A válogatottban
Tagja volt a spanyol korosztályos válogatottak sikerkorszakának. Az U17-esekkel és az U20-asokkal világbajnoki második helyezést ért el, emellett a 17 és a 19 éven aluliakkal egy-egy Európa-bajnoki arany- és ezüstérmet is szerzett.

## Sikerei, díjai

### Klubcsapatokban
Spanyol bajnok (6):
- Barcelona (6): 2019–20, 2020–21, 2021–22, 2022–23, 2023–24, 2024–25

 Spanyol másodosztályú bajnok (1):
- Barcelona B (1): 2015–16

Bajnokok Ligája győztes (3):
- Barcelona (3): 2020–21, 2022–23, 2023–24

 Spanyol kupagyőztes (7):
- Barcelona (7): 2017, 2018, 2019–20, 2020–21, 2021–22, 2023–24, 2024–25

 Spanyol szuperkupa-győztes (4):
- Barcelona (4): 2019–20, 2021–22, 2022–23, 2023–24

 Copa Catalunya győztes (4):
- Barcelona (4): 2016, 2017, 2018, 2019

### A válogatottban
Spanyolország
- Világbajnoki aranyérmes (1): 2023
- Európa-bajnokság ezüstérmes (1): 2025
- Nemzetek ligája aranyérmes (1): 2023–24
- U20-as világbajnoki ezüstérmes (1): 2018
- U19-es Európa-bajnoki aranyérmes (1): 2017
- U19-es Európa-bajnoki ezüstérmes (1): 2014
- U17-es világbajnoki ezüstérmes (1): 2014
- U17-es Európa-bajnoki aranyérmes (1): 2015
- U17-es Európa-bajnoki ezüstérmes (1): 2014
- Ciprus-kupa győztes: 2018
- SheBelieves-kupa ezüstérmes (1): 2020[4]

### Egyéni elismerései
- Aranylabda (2): 2023,[5] 2024[6]
- Az év női labdarúgója a FIFA szavazásán: 2023[7], 2024[8]
- Az év női labdarúgója az UEFA szavazásán: 2022–2023[9]
- Európa-bajnokság – Legjobb játékos: 2025

## Statisztikái

### A válogatottban
2025. július 26-al bezárólag
| Válogatott    | Szezon   | Mérk. | Gól |
| ------------- | -------- | ----- | --- |
| Spanyolország |          |       |     |
| 2017          | 1        | 0     |     |
| 2018          | 6        | 0     |     |
| 2019          | 12       | 4     |     |
| 2020          | 5        | 3     |     |
| 2021          | 11       | 7     |     |
| 2022          | 11       | 2     |     |
| 2023          | 14       | 5     |     |
| 2024          | 12       | 7     |     |
| 2025          | 11       | 3     |     |
| Összesen      | Összesen | 83    | 31  |

| Spanyolország színeiben szerzett góljai | Spanyolország színeiben szerzett góljai | Spanyolország színeiben szerzett góljai      | Spanyolország színeiben szerzett góljai | Spanyolország színeiben szerzett góljai | Spanyolország színeiben szerzett góljai | Spanyolország színeiben szerzett góljai | Spanyolország színeiben szerzett góljai |
| --------------------------------------- | --------------------------------------- | -------------------------------------------- | --------------------------------------- | --------------------------------------- | --------------------------------------- | --------------------------------------- | --------------------------------------- |
|                                         |                                         |                                              |                                         |                                         |                                         |                                         |                                         |
| Gól                                     | Dátum                                   | Helyszín                                     | Ellenfél                                | Találat                                 | Eredmény                                | Esemény                                 | Forrás                                  |
| 1                                       | 2019. április 9.                        | County Ground, Swindon                       | Anglia                                  | 1–2                                     | 1–2                                     | Barátságos mérkőzés                     | [ 10 ]                                  |
| 2                                       | 2019. október 4.                        | Riazor Stadion, A Coruña                     | Azerbajdzsán                            | 3–0                                     | 4–0                                     | 2022-es Eb-selejtező                    | [ 11 ]                                  |
| 3                                       | 2019. október 4.                        | Riazor Stadion, A Coruña                     | Azerbajdzsán                            | 4–0                                     |                                         | 2022-es Eb-selejtező                    | [ 11 ]                                  |
| 4                                       | 2019. október 8.                        | Ďolíček, Prága                               | Csehország                              | 3–0                                     | 5–1                                     | 2022-es Eb-selejtező                    | [ 12 ]                                  |
| 5                                       | 2020. október 23.                       | Estadio de La Cartuja, Sevilla               | Csehország                              | 3–0                                     | 4–0                                     | 2022-es Eb-selejtező                    | [ 13 ]                                  |
| 6                                       | 2020. november 27.                      | Ciudad del Fútbol, Las Rozas de Madrid       | Moldova                                 | 1–0                                     | 10–0                                    | 2022-es Eb-selejtező                    | [ 14 ]                                  |
| 7                                       | 2020. november 27.                      | Ciudad del Fútbol, Las Rozas de Madrid       | Moldova                                 | 5–0                                     |                                         | 2022-es Eb-selejtező                    | [ 14 ]                                  |
| 8                                       | 2021. június 10.                        | Estadio Municipal de Santo Domingo, Alcorcón | Belgium                                 | 3–0                                     | 3–0                                     | Barátságos mérkőzés                     | [ 15 ]                                  |
| 9                                       | 2021. június 15.                        | Estadio Municipal de Santo Domingo, Alcorcón | Dánia                                   | 1–0                                     | [ 16 ]                                  | Barátságos mérkőzés                     |                                         |
| 10                                      | 2021. június 15.                        | Estadio Municipal de Santo Domingo, Alcorcón | Dánia                                   | 3–0                                     | [ 16 ]                                  | Barátságos mérkőzés                     |                                         |